# Anders Ångström
Anders Jonas Ångström (Lödgö, Suècia, 13 d'agost de 1814 - Uppsala, Suècia, 21 de juny de 1874), fou un físic i astrònom suec considerat un dels fundadors de la ciència de l'espectroscòpia.

## Biografia
Ångström va néixer a Lödgö, Suècia, el 13 d'agost de 1814. Estudià a la Universitat d'Uppsala, on el 1839 es convertí en professor de física. El 1842 es traslladà a l'Observatori d'Estocolm per guanyar experiència pràctica en astronomia i a l'any següent fou designat guarda de l'Observatori Astronòmic d'Uppsala.
Comença a interessar-se en magnetisme i realitza moltes observacions de la intensitat i declinació de magnetisme terrestre en diversos llocs de Suècia. Fou encarregat per la Reial Acadèmia de les Ciències de Suècia a analitzar les dades sobre el camp magnètic obtingudes per la fragata sueca "Eugénie" en el seu viatge al voltant del món entre el 1851 i 1853, tot i que no arribaria a finalitzar aquest treball abans de la seva mort.
El 1858 succeeix Adolph Ferdinand Svanberg com a director de física a Uppsala. El seu treball més important està relacionat amb la conducció de calor i amb l'espectroscòpia. En la seva investigació sobre òptica, Optiska Undersökningar, presentada a la Reial Acadèmia de les Ciències de Suècia el 1853, apunta no només que una guspira elèctrica produeix dos espectres superposats, unde l'electrode metàl·lic i l'altre del gas pel que passa, sinó que dedueix de la teoria de la ressonància de Leonhard Euler que un gas incandescent emet raigs lluminosos amb la mateixa longitud d'ona que els que pot absorbir. Aquesta afirmació, com comentà Edward Sabine en l'entrega de la Medalla Rumford de la Real Societat el 1872, conté el principi fundamental de l'anàlisi de l'espectre lluminós, i encara que durant alguns anys hagi passat per alt, l'eleva al nivell de fundador de l'espectroscòpia.
Desenvolupà un mètode per mesurar la conductivitat tèrmica demostrant que era proporcional a la conductivitat elèctrica.
A partir del 1861 posà especial atenció a l'espectre solar. La seva combinació de l'espectroscopi amb la fotografia per estudiar el sistema solar donà com a resultat descobrir que l'atmosfera del Sol conté hidrogen, entre altres elements, i el 1868 publica el seu gran mapa de l'espectre normal del Sol a "Recherches sur le spectre solaire", incloent-hi mesures detallades de més de 1.000 línies espectrals, que durant molt de temps va romandre com una referència en qüestió de longitud d'ona, encara que les seves mesures fossin inexactes en una part en 7.000 o 8.000, ja que el metre que emprà com a estàndard era massa curt.
Ångström fou el primer, el 1867, en examinar l'espectre de les aurores polars, i detectà i mesurà les línies brillants característiques en la regió del groc-verd, tot i que s'equivocà en suposar que aquesta mateixa línia, de vegades coneguda amb el seu nom, es veuria també en la llum zodiacal.
Estudià la conductivitat tèrmica dels cossos i la correlació amb la seva conductivitat elèctrica.
Va morir a Uppsala el 21 de juny de 1874.
El seu fill Knut Ångström fou conegut pel seu treball a la Universitat d'Uppsala en radiació solar, la radiació de calor des del Sol i la seva absorció per l'atmosfera terrestre. Per a aquesta investigació desenvolupà diversos mètodes i instruments delicats, incloent-hi el seu piròmetre per compensació elèctrica, inventat el 1893, i un aparell per a obtenir-ne una representació fotogràfica de l'espectre infraroig el 1895.

## Distincions

### Premis
- Medalla Rumford el 1872

### Epònims
- La unitat ångström utilitzada per mesurar la longitud d'ona
- El cràter Ångström en la Lluna